# جزيرة أنغكاسه
جزيرة أنغكاسه وهي جزيرة من جزر إندونيسيا، في المحيط الهندي، وتقع في آتشيه ضمن منطقة وصاية آتشيه بيسار.